# アユーブ・ブリッジ
アユーブ・ブリッジ（ウルドゥー語: ایوب پل、英: Ayub Bridge）は、パキスタン・イスラム共和国シンド州のローリおよびサッカル間のインダス川に架かる鉄道橋である。
当橋梁は、1960年12月9日に鋼製アーチ橋の礎石が敷設されており、1962年5月6日にはムハンマド・アユーブ・ハーン大統領によって開通式が行われた。
顧問技術者は、デビッド・B・スタインマンであった。
アユーブ・ブリッジは、世界で3番目に長い鉄道のアーチ径間であり、コイル状のワイヤーロープ・サスペンダーで吊られた世界で最初の鉄道橋となっている。
当橋梁の完成により、隣接しているランズドーン・ブリッジ（鉄道道路併用橋）から、鉄道交通が当橋梁へと移されている。

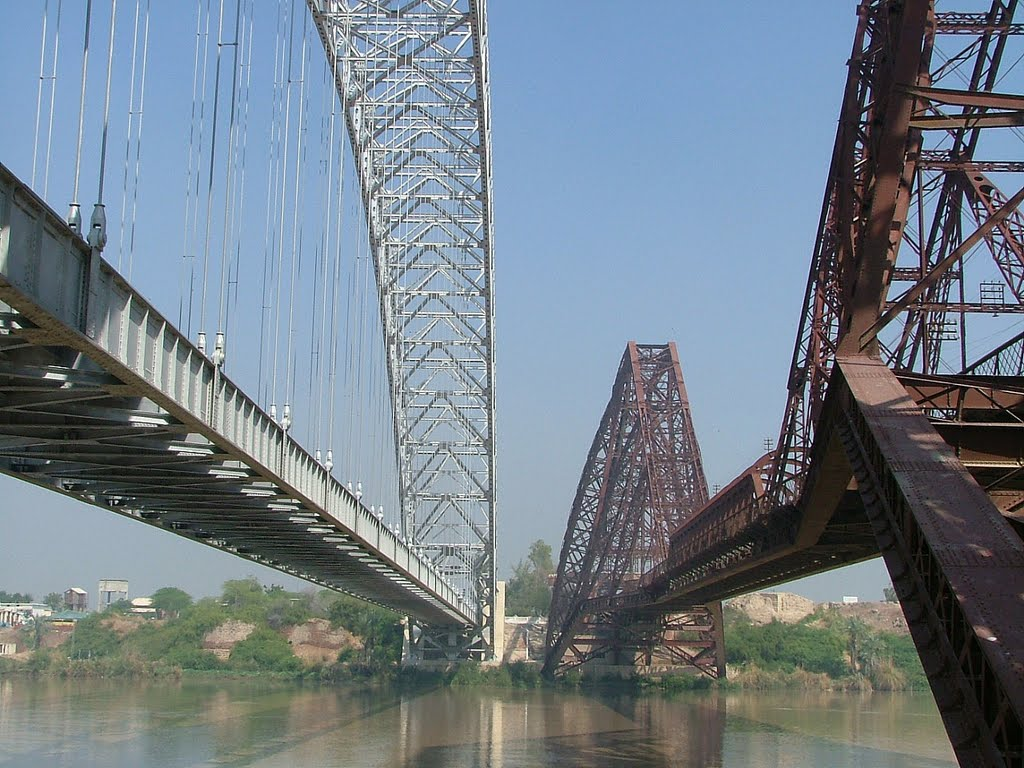
左：鉄道用のアユーブ・ブリッジ
右：道路用のランズドーン・ブリッジ（元併用橋）